# Dedalus Diggel
Dedalus Diggel (Engels: Dedalus Diggle) is een personage uit de Harry Potter-boekenreeks van J.K. Rowling. Hij komt voor in het eerste, vijfde en zevende boek. Ook wordt hij meerdere malen genoemd. Veel is er over hem niet bekend, alleen dat hij erg klein is en een hoge paarse hoed draagt, die nog weleens van zijn hoofd wil vallen.
Dedalus komen we voor het eerst tegen in Harry Potter en de Steen der Wijzen. De eerste keer dat Dedalus wordt genoemd is als Minerva Anderling en Albus Perkamentus het over hem hebben. Hij zou vallende sterren hebben laten verschijnen in Kent. Later komt Harry hem tegen in een winkel, waar Dedalus voor hem boog. Ook komt hij Dedalus tegen in de Lekke Ketel.
Vier boeken later, in Harry Potter en de Orde van de Feniks, komt Dedalus weer voor. Dan blijkt dat hij lid is van de Orde van de Feniks. Hij haalt Harry op uit de Ligusterlaan, samen met o.a. Remus Lupos, Alastor Dolleman en Nymphadora Tops, ook wel de Voorhoede genoemd.
In Harry Potter en de Relieken van de Dood komt Dedalus Harry's oom Herman, Tante Petunia en Dirk ophalen omdat de magische bescherming is verdwenen en zij dus gevaar lopen. Later in het boek horen Harry Potter, Ron Wemel en Hermelien Griffel dat zijn huis in brand is gestoken door Dooddoeners.